# Megastrebla nigriceps
Megastrebla nigriceps är en tvåvingeart som först beskrevs av Jobling 1934.  Megastrebla nigriceps ingår i släktet Megastrebla och familjen lusflugor. Inga underarter finns listade i Catalogue of Life.